# Umi Alifah
Umi Alifah es una deportista indonesia que compitió en taekwondo. Ganó una medalla de bronce en el Campeonato Asiático de Taekwondo de 1998 en la categoría de –51 kg.

## Palmarés internacional
| Campeonato Asiático | Campeonato Asiático          | Campeonato Asiático | Campeonato Asiático |
| Año                 | Lugar                        | Medalla             | Categoría           |
| ------------------- | ---------------------------- | ------------------- | ------------------- |
| 1998                | Ciudad Ho Chi Minh (Vietnam) | Medalla de bronce   | –51 kg              |